# Jerup
Jerup is een plaats in de Deense regio Noord-Jutland, gemeente Frederikshavn. De plaats telt 589 inwoners (2008).
Het dorp ligt aan de spoorlijn Frederikshavn - Skagen. Vanaf het station vertrekt op werkdagen ieder uur een trein naar het noorden en naar het zuiden. Via weg 40 is het dorp verbonden met Frederikshavn en verder naar het zuiden.
- Library of Congress Control Number: no2005109431
- Nationale Bibliotheek van Israël: 987007496605405171
- Virtual International Authority File: 128204772